# Liste der Kardinalskreierungen Benedikts XV.

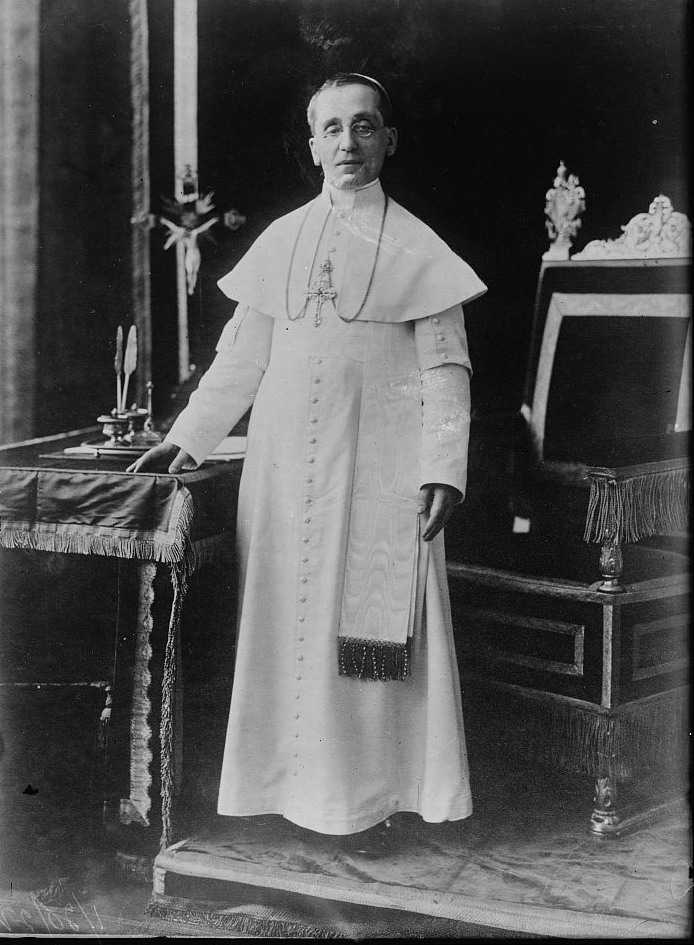
Benedikt XV.

Papst Benedikt XV. (1914–1922) kreierte im Verlauf seines Pontifikates 32 Kardinäle in fünf Konsistorien.

## 6. Dezember 1915
- Königreich Italien: Giulio Tonti, Apostolischer Nuntius in Portugal
- Königreich Italien: Alfonso Maria Mistrangelo SCHP, Erzbischof von Florenz
- Königreich Italien: Giovanni Cagliero SDB, Apostolischer Delegat für Nicaragua und Costa Rica.
- Österreich-Ungarn: Andreas Franz Frühwirth OP, Apostolischer Nuntius in Bayern
- Königreich Italien: Raffaele Scapinelli di Leguigno, Apostolischer Nuntius in Österreich-Ungarn
- Königreich Italien: Giorgio Gusmini, Erzbischof von Bologna

## 4. Dezember 1916

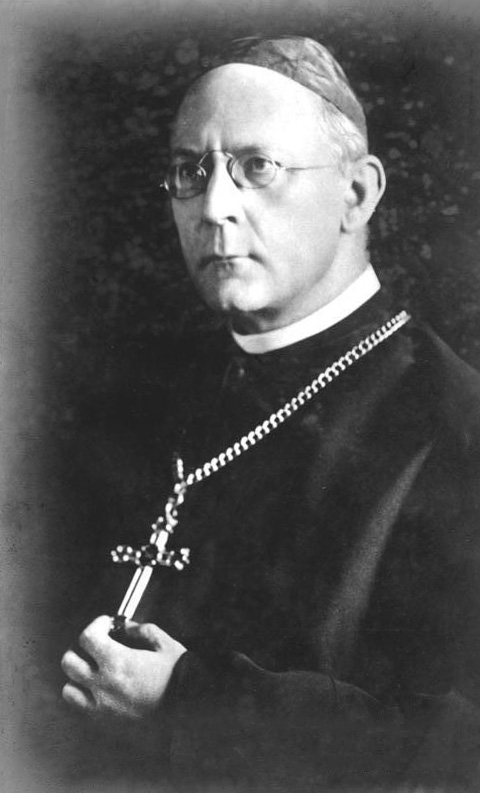
Adolf Bertram

- Königreich Italien: Pietro La Fontaine, Patriarch von Venedig
- Königreich Italien: Vittorio Amedeo Ranuzzi de’ Bianchi, Leiter der Päpstlichen Kämmerei und päpstlicher Majordomus
- Königreich Italien: Donato Raffaele Sbarretti Tazza, Sekretär der Kongregation für die Ordensleute
- Frankreich: Auguste-René Dubourg, Erzbischof von Rennes
- Frankreich: Louis-Ernest Dubois, Erzbischof von Rouen
- Königreich Italien: Tommaso Pio Boggiani OP, Apostolischer Administrator von Genua und Sekretär beim Konklave 1914
- Königreich Italien: Alessio Ascalesi CPPS, Erzbischof von Benevent
- Frankreich: Louis-Joseph Maurin, Erzbischof von Lyon
- Königreich Italien: Nicolò Marini, Sekretär des Obersten Gerichtshofs der Apostolischen Signatur
- Königreich Italien: Oreste Giorgi, Sekretär der Ratskongregation
- Deutsches Reich: Adolf Bertram, Fürsterzbischof von Breslau (in pectore)

## 15. Dezember 1919
- Königreich Italien: Filippo Camassei, Lateinischer Patriarch von Jerusalem
- Königreich Italien: Augusto Silj, Vizecamerlengo der Heiligen Römischen Kirche
- Spanien: Juan Soldevila y Romero, Erzbischof von Saragossa
- Königreich Italien: Teodoro Valfrè di Bonzo, Apostolischer Nuntius in Österreich-Ungarn
- Polen: Aleksander Kakowski, Erzbischof von Warschau
- Polen: Edmund Dalbor, Erzbischof von Gnesen und Posen

## 7. März 1921
- Königreich Italien: Francesco Ragonesi, Apostolischer Nuntius in Spanien
- Deutsches Reich: Michael von Faulhaber, Erzbischof von München und Freising
- Vereinigte Staaten: Denis Joseph Dougherty, Erzbischof von Philadelphia
- Spanien: Juan Benlloch y Vivó, Erzbischof von Burgos
- Spanien: Francisco de Asís Vidal y Barraquer, Erzbischof von Tarragona
- Deutsches Reich: Karl Joseph Schulte, Erzbischof von Köln

## 13. Juni 1921

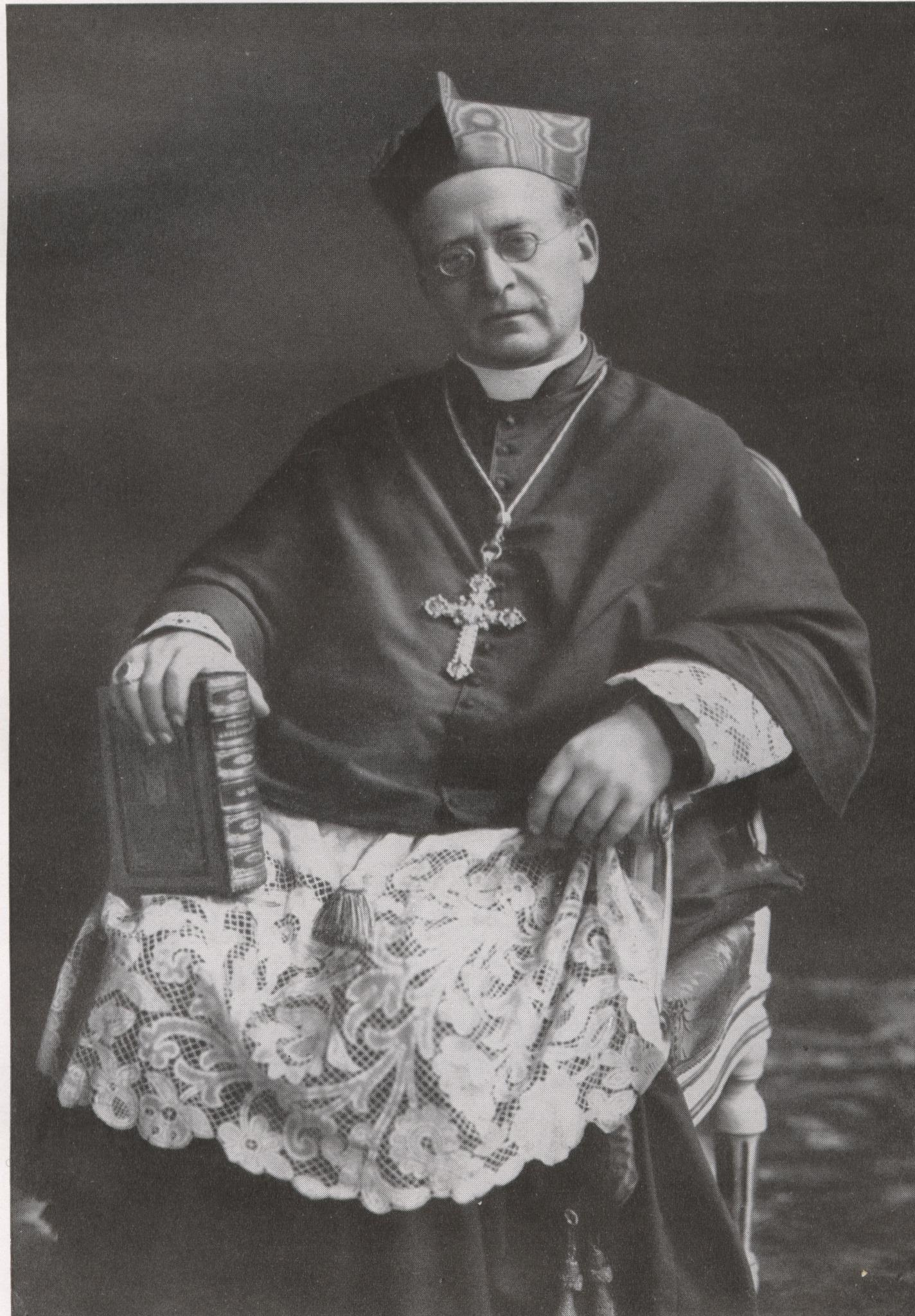
Achille Ratti, später Papst Pius XI.

- Königreich Italien: Giovanni Tacci Porcelli, Präfekt des Apostolischen Palastes
- Königreich Italien: Ambrogio Damiano Achille Ratti (später Papst Pius XI.), Erzbischof von Mailand
- Königreich Italien: Camillo Laurenti, Sekretär der Kongregation für die Evangelisierung der Völker